# Park Joo-bong
Pour les articles homonymes, voir Park.
Dans ce nom coréen, le nom de famille, Park, précède le nom personnel.
Park Joo-bong est un joueur de badminton sud-coréen né le 12 mai 1964.
Aux Jeux olympiques de 1992 à Barcelone, il est sacré champion olympique en double hommes avec Kim Moon-soo. En double mixte avec Ra Kyung-min, il est médaillé d'argent olympique en 1996 à Atlanta.